# Ompok binotatus
Ompok binotatus és una espècie de peix de la família dels silúrids i de l'ordre dels siluriformes.

## Morfologia
Els mascles poden assolir els 9,1 cm de llargària total.

## Distribució geogràfica
Es troba a l'oest de Borneo (Indonèsia).